# ميناء الداخلة
ميناء الداخلة هو ميناء في مدينة الداخلة، وهو من بين أهم الموانئ في المغرب، نظراً لكون جهة الداخلة وادي الذهب من أكثر المناطق الغنية بالأسماك في المغرب، والتي تزخر مياهها بموارد بحرية وفيرة ومتنوعة. وقد بلغ حجم عمليات تفريغ المنتجات السمكية بميناء الداخلة ما مجموعه 605.34 مليون طن بقيمة إجمالية ناهزت 2.25 مليار درهم خلال سنة 2019.

## تاريخ
خلال سنة 2020، لم يكن هناك أي توقف أو تقليص في وتيرة الأنشطة بميناء الداخلة على مستوى قطاع الصيد البحري الذي تمت تعبئته منذ بداية جائحة كوفيد 19، من أجل ضمان التزويد المنتظم لسوق السمك وتلبية الحاجة المتزايدة في هذا المجال والمحافظة على مناصب الشغل في القطاع. كما أن سفن الصيد الساحلي والتقليدي واصلت أنشطتها في أفضل الظروف وفي ظل الاحترام الكامل للإجراءات الوقائية اللازمة التي اتخذتها السلطات المختصة للحفاظ على صحة وسلامة الصيادين.